# Owen Chamberlain
Owen Chamberlain (San Francisco, 10. srpnja 1920. – Berkeley, 28. veljače 2006.), američki fizičar. Doktorirao (1949.) na Sveučilištu u Chicagu. Profesor na Kalifornijskom sveučilištu u Berkeleyu (od 1949. do 1989.). Ubrzanjem (akceleracijom) i sudaranjem protona u protonskom sinkrotronu (bevatronu) s Emiliom Segrèom otkrio antiproton (1955.) za što su dobili Nobelovu nagradu za fiziku (1959.).

## Antimaterija
Antimaterija je tvar načinjena od antičestica. Prvu antičesticu, pozitron, predvidio je Paul Dirac 1931., a pronašao Carl David Anderson 1932. u kozmičkome zračenju. Otkrićeelektrona pozitivna naboja vodilo je do spoznaje da će svakoj čestici biti pridružena antičestica jednake mase i suprotna naboja. Simetrija na izmjenu predznaka električnog naboja kao temeljno svojstvo prirode pokusima je potvrđena opažanjem antiprotona (negativno nabijena protona) 1955. u Berkeleyu (Owen Chamberlain), neutralnog antineutrona godinu dana potom, a zatim i mnoštva drugih antičestica. Sama antimaterija bila bi građena od antiatoma (s jezgrama od antiprotona i antineutrona, okruženih oblakom pozitrona). Prva laboratorijska proizvodnja atoma antivodika provedena je 1996. na uređaju LEAR (engl. Low Energy Antiproton Ring) na CERN-u. Dakako, ubrzo po stvaranju antivodik anihilira s običnom materijom iz okoline. Općenito, proces anihilacije u fotone i mezone onemogućuje koegzistenciju materije i antimaterije na istome nebeskom tijelu. Moguće je zamisliti nebeska tijela građena u potpunosti od antimaterije, no opažanjem radiovalova ili svjetlosti ne može se dokazati je li riječ o antisvijetu, jer i materija i antimaterija zrače potpuno iste fotone. Tek s otkrićem procesa s narušenjem CP-simetrije, u sustavu neutralnih kaona, moguće je (na temelju podataka o tome kako se zbiva neki svojstveni raspad) utvrditi je li neki svijet građen od materije ili antimaterije. Vjeruje se da bi mnoge od žestokih eksplozija u svemiru mogle potjecati iz sudara svjetova i antisvjetova.

### Antičestica
Antičestica je subatomska čestica kojoj su masa i većina ostalih svojstava jednaki svojstvima neke čestice, ali su njezin električni naboj i magnetski moment suprotni. Tako je antičestica elektrona pozitivno nabijeni pozitron, antičestica protona negativno nabijeni antiproton, dok su neutron i njegova antičestica električki neutralni iako im je magnetski moment suprotnoga smjera (neutron se sastoji od kvarkova, a antineutron od antikvarkova).

### Anihilacija
Anihilacija je proces pretvaranja mase u energiju koji se događa kad se čestica i njezina antičestica nađu u neposrednoj blizini. Primjerice, pozitroni nastali prirodnim radioaktivnim raspadom brzo anihiliraju u sudaru s elektronima. Proces suprotan anihilaciji događa se u akceleratorima, gdje čestice i antičestice nastaju istodobno pri sudarima čestica velike energije.